# Jamnica (Ukraina)
Jamnica (ukr. Ямниця) – wieś na Ukrainie w rejonie iwanofrankiwskim obwodu iwanofrankiwskiego. Wieś liczy około 3000 mieszkańców. Przez wieś przebiega ukraińska droga krajowa N09.
Znajduje tu się stacja kolejowa Jamnica, położona na linii Lwów – Czerniowce.
Założona w 1444 r. W II Rzeczypospolitej miejscowość należała do gminy wiejskiej Pasieczna w powiecie stanisławowskim województwa stanisławowskiego. 